# Баграмян, Иван Христофорович
Ива́н Христофо́рович (Оване́с Хачату́рович) Баграмя́н (арм. Հովհաննես Քրիստափորի Բաղրամյան; 20 ноября [2 декабря] 1897, недалеко от села Чардахлы, Елизаветпольский уезд, Елизаветпольская губерния, Российская империя — 21 сентября 1982, Москва, РСФСР, СССР) — советский полководец и государственный деятель, Маршал Советского Союза (1955), дважды Герой Советского Союза (1944, 1977). Заместитель министра обороны СССР (1955—1956, 1958—1968).
Баграмян командовал армиями и фронтами в Великой Отечественной войне. Член ЦК КПСС (1941—1982).

## Биография

### Ранние годы
Родился 20 ноября (2 декабря) 1897 года недалеко от села Чардахлы Елизаветпольской губернии в рабочей казарме путейцев близ города Елисаветполь, в небогатой армянской семье. По рождению — Ованес Хачатурович. Отец, Хачатур Карапетович, работал на железной дороге, самостоятельно получил образование и стал артельным старостой. Мать, Мариам Артёмовна, из семьи сельского кузнеца, целиком посвятила себя воспитанию детей.
Начальное образование получил в армянской церковно-приходской школе в Елизаветполе. Затем в 1907—1912 годах учился в железнодорожном училище в Тифлисе, а в 1912—1915 годах — в техническом училище, по окончании которого стал техником-практиком.
Владел армянским и русским. Русский язык учил ещё с детства, в церковно-приходской школе, но он ему трудно давался, как сам признавался Баграмян, отвечая на вопросы юнкоров Телестудии «Орлёнок» в 1973 году.
Как написал сам И. Х. Баграмян в автобиографии для личного дела:
«С 9-летнего возраста с большим старанием и усердием учился в двухклассном ж. д. училище, а затем при большом материальном напряжении для родителей — в Тифлисском ж. д. техническом училище (1912—1915). Оба училища окончил с отличными оценками».

### Первая мировая и Гражданская война
Проработав всего несколько месяцев (июль — октябрь 1915) техником на железной дороге в Елизаветполе, в октябре 1915 года вступил добровольцем в царскую армию. Службу начал в 116-м запасном пехотном батальоне в городе Ахалцих, затем, с декабря 1915 года, продолжил её во 2-м Кавказском пограничном пехотном полку и в составе Экспедиционного корпуса русских войск участвовал в походе в Персию и в Хамаданской операции на Кавказском фронте Первой мировой войны. С июля 1916 до января 1917 года служил в Кавказском запасном кавалерийском полку. В феврале 1917 года, как человек храбрый и образованный, Баграмян был направлен в 1‑ю Тифлисскую школу прапорщиков, которую окончил в июле того же года.
После Февральской революции поддержал армянскую партию «Дашнакцутюн», вступил в неё. В декабре 1917 года демобилизовался из русской армии и после обретения Арменией независимости вступил в армянскую армию. Принимал участие в боевых действиях против турецких войск в составе 3-го стрелкового и 1-го кавалерийского полков армянской дивизии Первой Армянской Республики под командованием генерала Мовсеса Силикяна. Командовал ротой, сабельным эскадроном, за боевые отличия произведён в поручики. В ноябре 1920 года уволен в запас, по его собственным словам, как неблагонадёжный, за поддержку выступлений населения против дашнаков.
В декабре 1920 года присоединился к восставшим против дашнакского правительства, в том же месяце добровольно вступил в Армянскую Красную армию командиром эскадрона 1-го Армянского полка. На командных должностях в составе 11-й армии, принимал участие в ликвидации вооружённых отрядов дашнаков и установлении Советской власти на севере Армении, а затем в Грузии.
До февраля 1921 года оставался командиром эскадрона, помощником командира по хозяйственной части. В марте — сентябре 1921 года занимал должность секретаря Военного представительства Армянской ССР в Грузии, после чего вернулся на прежнюю должность.

### Межвоенное время. Военное образование
До декабря 1923 года был заведующим разведкой полка.
После завершения Гражданской войны окончил курсы усовершенствования комсостава и в 1923 году был назначен командиром Ленинаканского кавалерийского полка в Армянскую стрелковую дивизию.
Осенью 1924 был направлен в Ленинград на учёбу в Высшую кавалерийскую школу. Вместе с ним её слушателями стали такие известные в последующем военачальники, как Г. К. Жуков, А. И. Еременко, В. И. Чистяков, П. Л. Романенко, К. К. Рокоссовский. Вскоре Высшая кавшкола была переименована в Кавалерийские курсы усовершенствования командного состава конницы РККА (ККУКС), а время обучения сокращено с двух лет до одного года.
По окончании курсов в 1925 году Баграмян вернулся в свою дивизию на прежнюю должность, где служил до 1931 года. В 1931 году окончил курсы усовершенствования высшего начсостава и в том же году поступил в Военную академию им. М. В. Фрунзе.

В академической аттестации на И. Х. Баграмяна указывалось:
«Широкий общий и политический кругозор. Исключительная культурность в работе. Большая военная эрудиция. Волевой характер. Дисциплинированность безупречная. На всех трёх курсах программу освоил хорошо и отлично. Вопросами управления в масштабе стрелковой и кавалерийской дивизий овладел вполне. Курс академии окончил по 1-му разряду. Может быть начальником оперативного отдела штаба кавалерийского корпуса, в дальнейшем — адъюнктом академии».
После выпуска из академии в июне 1934 года назначен начальником штаба 5-й кавалерийской дивизии (Киевский военный округ).
29 ноября 1935 года ему было присвоено звание полковника.
В октябре 1936 года назначается на должность начальника оперативного отдела штаба армии. Во время массовых чисток РККА на него, служившего в «буржуазной армянской армии», был собран компрометирующий материал, но будущий полководец был спасён благодаря заступничеству А. И. Микояна.
Осенью 1936 года Баграмян попал в первый набор Академии Генерального Штаба, где учился на ставшем позднее знаменитым «маршальском курсе» (на нём учились 4 будущих Маршалов Советского Союза, 6 генералов армии, 8 генерал-полковников, 1 адмирал). Учился в одной группе с комбригами В. Е. Климовских и И. Г. Бебрисом, полковниками Н. Е. Аргуновым, В. П. Свиридовым, К. Ф. Скоробогаткиным, С. Г. Трофименко.

При окончании академии в октябре 1938 года в академической аттестации на Баграмяна указывалось:
«Курс академии заканчивает в числе передовиков с отличными оценками по всем предметам. Общее и военное развитие хорошее. Над оперативным искусством работает настойчиво, анализируя каждый вопрос и стараясь найти ему теоретическое обоснование. Во фронтовой игре выполнял обязанности начальника штаба армии, полностью справился со своими задачами. Дисциплинированный, волевой командир. Может быть использован в качестве преподавателя академии».
Баграмян действительно был оставлен в Академии старшим преподавателем кафедры тактики высших соединений. Здесь он приобщился к творческой деятельности, разрабатывая по курсу оперативного искусства задачу на тему: «Действия конно-механизированной группы в наступательной операции войск фронта». В отличие от своих однокурсников, убывших в войска и постепенно растущих в должностях и званиях, Баграмян всё время своей службы в Академии, продолжавшейся до осени 1940 года, оставался на одном и том же месте и в том же звании полковника. В сентябре 1940 года он, наконец, получил назначение в войска на должность начальника оперативного отдела штаба 12-й армии Киевского особого военного округа (КОВО). Уже в ноябре 1940 года он был переведён на должность начальника оперативного отдела — заместителя начальника штаба Киевского Особого Военного Округа.
В 1941 году Баграмян стал членом ВКП(б).

### Великая Отечественная война
В начале Великой Отечественной войны — начальник оперативного отдела штаба Юго-Западного фронта, начальник оперативной группы Юго-Западного направления и начальник штаба Юго-Западного фронта. С июля 1942 года командовал армией, с ноября 1943 года — войсками 1-го Прибалтийского фронта (с марта 1945 — Земландская группа войск), с апреля 1945 года — войсками 3-го Белорусского фронта.

#### 1941 год
С началом войны уже в июле 1941 года Киевский особый военный округ был преобразован в Юго-Западный фронт. Оставаясь в должности начальника оперативного управления — заместителя начальника штаба этого фронта, Баграмян в ходе Львовско-Черновицкой (июнь — июль) стратегической оборонительной операции участвовал в организации первых крупных контрударов советских мехкорпусов в районе Дубно, Ровно и Луцка, где в районе государственной границы произошло одноимённое танковое сражение. Однако отразить удар противника в приграничном сражении советским войскам не удалось. 6 июля 1941 года немецкая 1-я танковая группа Клейста с ходу прорвала линию укреплений и ДОТов на старой государственной границе, где советское командование рассчитывало создать прочную оборону и стабилизировать линию фронта. Оборонительная операция на западе Украины завершилась поражением советских войск. Были оставлены Северная Буковина в Румынии и западная  часть Украины, часть Прикарпатской Украины, противник вышел к Киеву. Хотя оборона на Украине ещё сохраняла некоторую устойчивость, войска юго-западного стратегического направления не сумели использовать своего численного превосходства для отражения ударов агрессора. Владея инициативой и сохранив наступательные возможности, немецкая группа армий «Юг» готовила удар из района западнее Киева на юг в тыл Юго-Западному и Южному фронтам.
В июле — сентябре 1941 года Баграмян принимает участие в Киевской стратегической оборонительной операции, закончившейся небывалой катастрофой для 37-й армии РККА 17—19 сентября. 19 сентября 1941 года Киев пал. Запоздалое решение об отводе войск Юго-Западного фронта привело к тому, что к 18 сентября 1941 года четыре армии и штаб фронта оказались в окружении. И. Х. Баграмян 19.09.1941 года получил указание взять под свою команду роту НКВД в количестве 150 бойцов и задачу охранять тыл штабной колонны. Однако в последний момент командующий изменил задачу группе Баграмяна, дав приказ «Немедленно разверните свой отряд [359] и атакуйте противника. Ваша задача: овладеть грядой этих высот, захватить мост через реку и двигаться на Сенчу. Выполняйте!» Как впоследствии выяснилось, командующий фронтом, не поставив в известность самого Баграмяна, использовал его команду для выполнения отвлекающего манёвра. Команда Баграмяна благополучно миновала немецкие заслоны, в отличие от командующего фронтом М. П. Кирпоноса, начальника штаба фронта В. И. Тупикова, члена Военного совета фронта, секретаря ЦК КП (б) Украины М. А. Бурмистенко и десятков других генералов, погибших или попавших в плен, и 21.09.1941 года вышла в расположение наших войск в районе города Гадяч. Во время операции в августе 1941 года ему было присвоено звание генерал-майора.
Командующий Юго-Западным направлением Маршал СССР С. М. Будённый (1883—1973) 8 июля 1941 года в 1:30 дал в Ставку ВГК удивительную оценку боестолкновений на Летичевском Уре:
«Восстановление сил в ходе основного прорыва не представляется возможным. Резервы 6-й и 12-й армий Юго-Западного Фронта может повлечь в ближайшие 2 дня окружение и уничтожение по частям».
6 ноября 1941 года Баграмян был награждён своим первым орденом Красного Знамени.
В трудные дни битвы за Москву по разработанному И. Х. Баграмяном замыслу и при активном его участии в управлении войсками было проведено контрнаступление советских войск в районе Ростова-на-Дону. В ходе этой операции противник был успешно выбит из города.
Перед началом контрнаступления под Москвой Баграмян, назначенный начальником штаба подвижной группы войск Юго-Западного фронта на московском направлении, разработал эффективный план разгрома 2-й немецкой армии, прорвавшейся в район Ельца. В результате Елецкой наступательной операции в декабре 1941 года войска правого крыла Юго-Западного фронта продвинулись на 80—100 км, ликвидировав Елецкий выступ, и способствовали успеху других фронтов, участвовавших в контрнаступлении под Москвой.
27 декабря 1941 года за отличную работу на штабной должности в удачно действовавших группах Баграмяну было присвоено воинское звание генерал-лейтенант, и 28 декабря он был назначен начальником штаба Юго-Западного направления. В новой должности он участвовал в планировании Барвенково-Лозовской операции, в результате которой во второй половине января 1942 года войска Юго-Западного и Южного фронтов прорвали оборону противника на фронте протяжённостью 100 км и продвинулись на 90—100 км на запад и юго-запад, поставив под угрозу коммуникации донбасской группировки противника и сковав на этом направлении значительные его силы[какие?].
Осуществив мощный прорыв по направлению на Изюм, советские войска перерезали железную дорогу Днепропетровск — Сталино — главный путь снабжения немецкой 1-й танковой армии, захватили главную базу снабжения 17-й армии у Лозовой и создали мощный выступ на Северском Донце возле Изюма, откуда угрожали Харькову и основным переправам через Днепр.

#### 1942—1943 годы
В личном деле Баграмяна есть боевая характеристика на него как начальника оперативного управления штаба Юго-Западного фронта, подписанная генералом П. И. Бодиным 2 января 1942 года:

«Порученное дело оперативного руководства в штабе фронта выполняет с большой ответственностью. Внимательно следит за ходом борьбы на боевых рубежах, своевременно обращая внимание командования на особенность обстановки для принятия больших и малых решений. В период выхода войск Юго-Западного фронта из окружения генерал-лейтенант Баграмян лично на самолёте доставил боевой приказ командования фронтом о действиях в сложившихся условиях, а затем многое сделал для успешного отвода войск Юго-Западного фронта из-под ударов противника. В период отхода лично руководил боевыми действиями отдельных групп бойцов и командиров, содействуя отходу более крупных частей из окружения».

С 1 апреля 1942 года Баграмян без освобождения от должности начальника штаба Юго-Западного направления одновременно возглавил штаб Юго-Западного фронта.
Весной 1942 года как начальник штаба Юго-Западного направления Баграмян был одним из основных разработчиков Харьковской наступательной операции, завершившейся катастрофой. В результате ряда ошибок начавшееся в мае 1942 года с Барвенковского выступа наступление с целью овладения Харьковом не получило должного завершения. Немецкая армейская группа генерала Клейста нанесла удар по основанию выступа, отрезав его от основных сил. Войска Красной армии, находившиеся на плацдарме, оказались в окружении. Только отдельным окружённым частям удалось пробиться обратно за линию фронта. К 29 мая 1942 года ликвидация окружённых войск завершилась. По немецким данным было захвачено 240 000 пленных, более 1200 танков и 2000 орудий, потери немцев составили всего 20 000 человек. По советским данным, потери составили 277 тыс. человек, из них 171 тыс. — безвозвратно. В результате этой катастрофы противник получил возможность прорваться на Кавказ и к Сталинграду. Несмотря на то, что все решения в ходе боевых действий принимали Тимошенко и Хрущёв, Сталин назвал Баграмяна главным виновником поражения. От суда военного трибунала его спас Г. К. Жуков, заявивший Сталину, что вина за провал Харьковской операции лежит отчасти на Ставке и Генеральном штабе. Жуков отметил также, что опытных военачальников не хватает, и поручился за Баграмяна.
23 июня 1942 года Юго-Западное направление было упразднено.
А 26 июня 1942 года Сталин отправил личное письмо командованию Юго-Западного фронта, в котором говорилось:

«Мы здесь в Москве — члены Комитета Обороны и люди из Генштаба решили снять с поста начальника штаба Юго-Западного фронта тов. Баграмяна. 
Тов. Баграмян не удовлетворяет Ставку не только как начальник штаба, призванный укреплять СВЯЗЬ И РУКОВОДСТВО армиями, но не удовлетворяет Ставку и как простой информатор, обязанный честно и правдиво сообщать в Ставку о положении на фронте.

Более того, т. Баграмян оказался неспособным извлечь урок из той катастрофы, которая разразилась на Юго-Западном фронте. В течение каких-либо трёх недель Юго-Западный фронт, благодаря своему легкомыслию, не только проиграл наполовину выигранную Харьковскую операцию, но успел ещё отдать противнику 10—20 дивизий. Это катастрофа, которая по своим пагубным результатам равносильна катастрофе с Ренненкампфом и Самсоновым в Восточной Пруссии. После всего случившегося тов. Баграмян мог бы при желании извлечь урок и научиться чему-либо. К сожалению, этого пока не видно. Теперь, как и до катастрофы, связь штаба с армиями остается неудовлетворительной, информация недоброкачественная… 
Тов. Баграмян назначается начальником штаба 28-й армии. Если тов. Баграмян покажет себя с хорошей стороны в качестве начальника штаба армии, то я поставлю вопрос о том, чтобы дать ему потом возможность двигаться дальше. Понятно, что дело здесь не только в тов. Баграмяне. Речь идет также об ошибках всех членов Военного совета и, прежде всего тов. Тимошенко и тов. Хрущёва. Если бы мы сообщили стране во всей полноте о той катастрофе с потерей 18—20 дивизий, которую пережил фронт и продолжает ещё переживать, то я боюсь, что с Вами поступили бы очень круто…»

К моменту прибытия Баграмяна 28-я армия находилась в плачевном состоянии. Управление армией, действовавшей к началу июля 1942 года под Россошью, было расстроено. 7 июля 1942 года город был взят немецкими войсками практически без боя. Перед Баграмяном снова нависла угроза военного трибунала. После нового вмешательства Г. К. Жукова он был откомандирован на Западный фронт, где стал заместителем командующего 61-й армии, но находился в этой должности недолго и уже 13 июля 1942 года сменил назначенного командующим фронтом К. К. Рокоссовского на посту командующего 16-й армией.
Сражаясь на центральном направлении, 16-я армия в осенних боях и в зимнем наступлении 1942—1943 годов нанесла существенный урон противнику. Под командованием Баграмяна она в августе 1942 года отразила удар группировки противника и в феврале — марте 1943 года провела Жиздринскую наступательную операцию, прорвав глубоко эшелонированную оборону севернее Жиздры. 16 апреля 1943 года за успешные боевые действия, за мужество и героизм, за высокую организованность и дисциплину личного состава 16-я армия была удостоена звания гвардейской и переименована в 11-ю гвардейскую армию. А командующий армией генерал-лейтенант Баграмян 9 апреля 1943 года был награждён орденом Кутузова I степени.
Ещё весной 1943 года советское командование приступило к разработке мощных наступательных операций по разгрому группировок противника под Орлом и Курском. План «Орловской стратегической операции», получившей в последующем кодовое наименование «Кутузов», обсуждался в Ставке ВГК в конце апреля 1943 года. Кроме командующих фронтами, на него были приглашены также командующие смежных левофланговой 61-й армии Западного фронта генерал П. А. Белов и правофланговой 11-й гвардейской армии Брянского фронта генерал И. Х. Баграмян. В ходе совещания Баграмян выступил со своими предложениями по проведению операции, состоявшими в том, чтобы в её начале ударом смежных армий фронтов по сходящимся направлениям окружить и уничтожить Болховскую группировку, что поставит под угрозу пути отхода всей Орловской группировки противника, а затем нацелить армии на предусмотренные общим замыслом направления. Командующие фронтов выступили с возражениями, но И. В. Сталин поддержал предложения Баграмяна. 12 июля 1943 года, после того как ударные группировки вермахта, предпринявшие в ходе операции «Цитадель» наступление с Орловского плацдарма, были измотаны в оборонительном сражении, войска Брянского фронта, включая 11-ю гвардейскую армию, начали Орловскую операцию. Фланговый удар армии Баграмяна оказался неожиданным для противника. За два первых дня операции её войска вклинились в немецкую оборону более чем на 25 км и устремились на юг. Чтобы остановить наступающих, немецкое командование приступило к переброске своих войск с оборонительных участков восточнее и южнее Орла. В результате темп наступления Брянского фронта возрос, а войска Центрального фронта также успешно начали продвижение на орловском направлении. 29 июля советские войска заняли Болхов, а 5 августа был полностью очищен от противника Орёл.
За проведение Орловской операции 27 августа 1943 года Баграмян был награждён орденом Суворова I степени, в тот же день ему было присвоено звание генерал-полковника.
15 ноября 1943 года Баграмян был отозван из 11-й гвардейской армии в Москву, 17 ноября ему было присвоено звание генерала армии, а 19 ноября он был назначен командующим войсками 1-го Прибалтийского фронта.
Во второй половине декабря 1943 года войска под его руководством провели Городокскую наступательную операцию, в ходе которой были окружены и уничтожены четыре дивизии вермахта, ликвидирован Городокский выступ противника и созданы благоприятные условия для наступления на Витебск.
Однако предпринятое в декабре «наступление на Витебском направлении» закончилось не совсем удачно — наступавшие войска оказались зажаты в районе Езерища в так называемом «Невельском мешке».

#### 1944—1945 годы
В феврале — марте 1944 года войска 1-го Прибалтийского фронта совместно с войсками Западного фронта провели Витебскую операцию, в ходе которой улучшили своё положение, но выполнить задачу по взятию Витебска вновь не смогли.
Разрабатывая план летней кампании 1944 года, советское верховное командование готовилось к проведению мощной Белорусской стратегической наступательной операции, получившей кодовое наименование «Багратион». Первой в рамках этой операции войска 1-го Прибалтийского фронта во главе с И. Х. Баграмяном осуществили совместно с 3-м Белорусским фронтом Витебско-Оршанскую наступательную операцию. По настоянию командующего фронтом основной удар был нанесен не с казалось бы выгодного плацдарма в центре, а на правом фланге, через открытую болотистую местность, затруднявшую скрытное создание ударной группировки и наступательные действия войск. Наступления советских войск отсюда противник совершенно не ожидал. Действуя в условиях лесисто-болотистой местности, с ходу форсируя реки с заболоченными поймами, войска фронта взломали сильно укреплённую, глубоко эшелонированную оборону противника под Витебском и, не давая ему опомниться, начали стремительное продвижение на запад. Уже на второй день войска обоих фронтов расширили прорыв немецкой обороны до 30 км в глубину и до 90 км по фронту, форсировали реку Западная Двина. Совместными усилиями они окружили западнее Витебска сильную группировку противника и к 27 июня ликвидировали пять его дивизий. 26 июня были освобождены Витебск и Жлобин, а на следующий день — Орша. 28 июня войска фронта овладели городом Лепель.
Одновременно с завершением Витебско-Оршанской операции, 1-й Прибалтийский фронт под командованием И. Х. Баграмяна подготовил и 29 июня начал Полоцкую операцию. В результате её осуществления удалось овладеть мощным полоцким узлом обороны и коммуникациями противника. Войска получили возможность наступать по обоим берегам Западной Двины в направлении на Двинск. В последующей Шяуляйской операции они освободили значительную часть территории Латвии и Литвы, вышли к Рижскому заливу, изолировав немецкую группу армий «Север» в Прибалтике.
29 июля 1944 года за успешную организацию действий войск 1-го Прибалтийского фронта во время Белорусской стратегической операции И. Х. Баграмяну было присвоено звание Героя Советского Союза.
К концу августа 1944 года операция «Багратион» была завершена. Фронт продвинулся на запад на 600 км. Были освобождены Белоруссия, часть Литвы и Латвии. Развивая наступление в сентябре — октябре войска Баграмяна, в рамках Прибалтийской стратегической операции, совместно с другими фронтами провели Рижскую и Мемельскую операции.
Чтобы полностью отрезать группу армий «Север» от Восточной Пруссии, Ставка решила скрытно перегруппировать главные силы 1-го Прибалтийского фронта из-под Риги в район Шяуляя и нанести удар на Клайпеду (Мемель). Баграмян искусно провёл манёвр в сжатые сроки, используя для передвижения войск преимущественно ночное время. Всего за шесть суток на расстояние до 200 км были переброшены три общевойсковые, одна танковая армии, большое число отдельных соединений и частей. Это был пример редчайшего по смелости и искусству проведения манёвра главных сил фронта с одного крыла на другое, который в послевоенное время был предметом изучения в большинстве военных академий. 5 октября войска 1-го Прибалтийского фронта мощным внезапным ударом из района Шяуляя прорвали оборону противника и 10 октября вышли в район Мемеля на побережье Балтийского моря. Путь группе армий «Север» в Восточную Пруссию был полностью закрыт. Свыше 30 немецких дивизий оказались отрезанными в Курляндии.
9 ноября 1944 года Баграмян был награждён вторым орденом Красного Знамени.
С октября 1944 года войска фронта участвовали в блокаде Курляндской группировки немецких войск. В конце января — начале февраля 1945 года под его руководством проведена наступательная операция по разгрому группировки противника в районе Клайпеды.
24 февраля 1945 года, в соответствии с развитием оперативно-стратегической обстановки, 1-й Прибалтийский фронт был упразднён. Из его войск была образована Земландская оперативная группа войск во главе с И. Х. Баграмяном, который одновременно стал заместителем командующего 3-м Белорусским фронтом маршала А. М. Василевского.
На Земландскую оперативную группу войск была возложена задача по взятию города-крепости Кёнигсберга, названного Гитлером «абсолютно неприступным бастионом немецкого духа». Войска приступили к штурму Кёнигсберга 6 апреля 1945 года. Чтобы обеспечить прорыв мощной многополосной обороны, опиравшейся на фундаментально сооружённые городские форты, было организовано её подавление массированными артиллерийскими и бомбоштурмовыми ударами. Были привлечены артиллерийские системы максимального на тот период калибра 280 мм. На взятие фортов и других сооружений шли хорошо подготовленные сильные штурмовые группы. Всего через три дня после начала штурма, 9 апреля, комендант Кёнигсбергского гарнизона генерал Ляш, поняв, что дальнейшее сопротивление бесполезно, подписал акт о безоговорочной капитуляции.
19 апреля 1945 года за операцию по овладению городом-крепостью Кёнигсберг и уничтожению крупной группировки противника И. Х. Баграмян был награждён вторым орденом Суворова I степени.
26 апреля 1945 года И. Х. Баграмян заменил убывающего для подготовки театра военных действий на Дальнем Востоке маршала А. М. Василевского на посту командующего 3-м Белорусским фронтом. Под его командованием войска фронта завершили операцию по уничтожению Земландской группировки противника. 24 июня 1945 года И. Х. Баграмян возглавил сводный полк 1-го Прибалтийского фронта на Параде Победы на Красной площади в Москве.

### Послевоенный период
В послевоенное время И. Х. Баграмян занимал различные должности.
В связи с расформированием 3-го Белорусского фронта, 9 июля 1945 И. Х. Баграмян был освобождён от должности заместителя командующего и назначен командующим войсками новообразованного Прибалтийского военного округа.
Академик Абрам Алиханов в своих воспоминаниях писал, что в ноябре 1948 года на даче Баграмяна был обыск: «Искали трофеи. Многие военачальники на этом деле крепко погорели… На высшем военном совете Сталин иронизировал: мол, один только товарищ Баграмян оказался чист на руку».
С 28 мая 1954 года — Главный инспектор Министерства обороны СССР. На данной должности проработал в 1954—1955 годах.
11 марта 1955 года И. Х. Баграмяну было присвоено звание Маршала Советского Союза и в том же году он назначается на должность заместителя Министра обороны СССР. Абрам Алиханов утверждал, что Сталин намеревался присвоить звание маршала Баграмяну ещё в 1952 году.
8 июня 1956 года И. Х. Баграмян становится начальником Высшей военной академии имени К. Е. Ворошилова (в 1958 году переименована в Военную академию Генерального штаба).
2 июня 1958 года он вновь назначается заместителем Министра обороны СССР — начальником Тыла Министерства обороны СССР (позднее — заместитель Министра обороны СССР — начальник Тыла Вооружённых Сил СССР).
25 апреля 1968 года Баграмян переводится на должность Генерального инспектора Группы генеральных инспекторов Министерства обороны СССР.
С 1952 года И. Х. Баграмян был кандидатом в члены ЦК КПСС, а с 1961 года — членом ЦК КПСС. Депутат Верховного Совета СССР 2—10-го созывов, Совета Союза 2—5 созывов от Латвийской ССР (1946—1962), Совета Национальностей 6—10 созывов от Армянской ССР (1962—1982). В Верховный Совет 9-го созыва избран от Масисского избирательного округа № 411 Армянской ССР, член Комиссии по делам молодёжи Совета Национальностей.
Указом Президиума Верховного Совета СССР от 1 декабря 1977 года за заслуги перед Вооружёнными силами СССР, мужество и героизм, проявленные в борьбе с немецко-фашистскими захватчиками в годы Великой Отечественной войны, и в связи с восьмидесятилетием со дня рождения Маршал Советского Союза Иван Христофорович Баграмян награждён орденом Ленина и второй медалью «Золотая звезда».

### Карибский кризис и Операция «Анадырь»
Во время Карибского кризиса И. Х. Баграмян возглавлял разработку плана по доставке и размещению советской группы войск на Кубе и руководил операцией со стороны СССР. Чтобы навести потенциального противника на мысль о подготовке «мероприятий» на севере СССР, операции было дано название «Анадырь».

### Смерть
Иван Христофорович Баграмян скончался 21 сентября 1982 года. Он был последним из маршалов, командовавших фронтами в Великой Отечественной войне. 23 сентября 1982 года в Центральном Доме Советской армии в Москве состоялось прощание с маршалом Баграмяном. Перед гробом стоял почётный караул. В почётном карауле стояли Л. И. Брежнев, А. А. Громыко, К. У. Черненко, М. С. Соломенцев, Н. А. Тихонов, М. С. Горбачёв. Урна с прахом прославленного военачальника захоронена в Кремлёвской стене на Красной площади в Москве.

## Семья
Отец — Баграмян Хачатур Карапетович (1871—1939). Мать — Баграмян Мариам Артёмовна (1875—1957).
Супруга — Тамара Амаяковна (1900—1973) — находилась с мужем на фронте. Похоронена на Армянском кладбище в Москве с семьёй.
Дочь — Маргарита Ивановна (1923—1996) — врач-окулист. Похоронена на Армянском кладбище в Москве с семьёй.
Приёмный сын — Мовсес Иванович (1921-1980), участник Великой Отечественной войны, художник.
Внук — Иван Сергеевич Баграмян, экономист-международник.

## Воспоминания современников
«Несомненно, одарённым полководцем является И. Х. Баграмян. Он обладает и командным и штабным опытом, что помогало ему успешно решать как вопросы руководства войсками, так и разработки планов операций, при этом он старался изыскать кратчайшие пути к победе. Характер у Ивана Христофоровича также твёрдый, непреклонный».— Маршал Советского Союза А. М. Василевский. Дело всей жизни. — Изд. 2-е, доп. — М.: Политиздат, 1975. — С. 597.

## Факты
- В результате наступательной операции советские войска вышли к Балтийскому морю, и командующий генерал Баграмян решил порадовать Сталина, послав ему бутылку балтийской воды. Но пока эта бутылка добиралась до Кремля, немцам удалось отбить плацдарм и потеснить советские войска с побережья. Сталин уже знал об этом и, когда ему вручили бутылку, сказал:

 — Верните её товарищу Баграмяну, пусть он её выльет в Балтийское море!.
- На первом заседании Верховного Совета Латвийской ССР председательствующий заговорил на латышском языке, а за ним и все остальные стали выступать по-латышски. Присутствующий на заседании как депутат Баграмян взял слово, произнёс речь на армянском языке. После этого все заседания велись на русском языке, который понимали все присутствующие.
- Участие в обороне Киева отражено в фильме «На Киевском направлении». Роль И. Х. Баграмяна сыграл Армен Джигарханян.
- В киноэпопее «Освобождение» роль И. Х. Баграмяна сыграл актёр Валерий Феликсович Карен.
- Иван Баграмян жил[когда?] в Доме на набережной[26].

## Увековечение памяти
- Парадный китель Ивана Христофоровича2 июля 1981 года[27] бронзовый бюст Баграмяна был установлен в Азербайджанской ССР в городе Кировабаде (ныне Гянджа), напротив здания техникума, в котором он учился в молодые годы. На торжествах по случаю открытия бюста участвовал лично Баграмян[27][28]. В 1988 году, во время антиармянских погромов, статую маршала толпа снесла и протащила по главной улице Кировабада — проспекту Ленина[29].
- В Москве на доме, где жил Баграмян (Сивцев Вражек, 31), в 1983 году установлена мемориальная доска.
- Мемориальная доска И. Х. Баграмяну, генералу армии, командующему 1-м Прибалтийским фронтом (1983), на доме № 6 по улице Баграмяна в Городке (Витебская область).
- В селе Чардахлы работал музей. Во время армяно-азербайджанского конфликта в 1990-е годы Музей был вывезен и закрыт.
- В Ереване на проспекте Баграмяна установлена конная статуя.
- Именем И. Х. Баграмяна названа школа № 481 в Москве (ГОУ СОШ № 481, ул. Нижегородская, 67). 21 сентября 2021 г. рядом со зданием школы открыт памятник Баграмяну (скульптор — Ашот Татевосян (Татев).[30]
- В Козельске 8 сентября 2015 года на мемориальной площади Героев Козельска был открыт памятник маршалу Баграмяну[31].
- В Орле 20 мая 2016 года был открыт памятник маршалу в сквере Танкистов[32].
- 19 мая 2018 года бронзовый памятник-бюст установлен в Городке (Витебская область) на одной из центральных улиц, носящих имя маршала[33]. Это первый памятник Баграмяну в Белоруссии[34].
- На специальном факультете Военной академии Генерального штаба Вооружённых Сил Российской Федерации в декабре 2017 года открыт бюст И. Х. Баграмяна[35]. Авторами бронзового памятника являются член Союза Художников и Союзов Архитекторов Армении и России, художник, график, дизайнер Ашот Татевосян (Татев) и Мисак Мелконян[36].
- В Ростове-на-Дону в мае 2021 года был открыт бюст И. Х. Баграмяна[37].
- На территории школы № 22 в Ростове-на-Дону 2 декабря 2021 года открыт памятник[38].
- Памятник на территории штаба 11-го армейского корпуса Балтийского флота в городе Гусев Калининградской области открыт 1 апреля 2022 года (скульптор — Максим Малашенко)[39].
- 18 июня 2023 года в городе Тюмени в Парке Российско-армянской дружбы состоялось открытие памятника маршалу, дважды Герою Советского Союза, заместителю министра обороны СССР Ивану Баграмяну.
- В честь Баграмяна названы улицы:
  - в Степанакерте,
  - в Брянске,
  - в Орле,
  - в Пятигорске,
  - в Ростове-на-Дону,
  - в Калининграде,
  - в Витебске,
  - в Новокузнецком р-не, с. Кругленькое
  - в Городке (Белоруссия),
  - в Армавире (Армения),
  - в Нижнем Новгороде[40]
  - в Минске[41] (бел. вуліца Іва́на Баграмя́на; рус. улица Ива́на Баграмя́на),
  - в Ниноцминде (Грузия)
- В честь Баграмяна названы проспекты:
  - в Ереване,
  - в Эчмиадзине,
  - в Вильнюсе (до 1994 г.)
- Имя маршала носит станция метрополитена в Ереване[42].
- Именем маршала Баграмяна назван военный полигон в Армении
- В системе ведомственных наград ВС Армении существует медаль «Маршал Баграмян».
- Имя маршала Баграмяна с 5 декабря 1976 года носило существовавшее с 1974 по 1999 год Нижегородское высшее военное училище тыла.
- Имя Баграмяна носит средняя школа № 46 в Витебске (Белоруссия)[43]. На здании школы размещён мурал, посвящённый И. Х. Баграмяну. Одна из экспозиций в школьном музее посвящена Герою.
- Имя Баграмяна носит средняя школа № 1 в Городке (Белоруссия)[44], там же установлен памятник. Одна из экспозиций в школьном музее посвящена Герою.
- Имя Баграмяна носит МАОУ «Школа № 22» в Ростове-на-Дону[45].

- Памятник в Ереване
- Памятник в сквере танкистов, Орёл
- Памятник в Москве
- Бюст в Музее Победы в Москве
- Зал Военного музея «Мать Армения», посвящённый Ивану Христофоровичу
- Музей И.Х. Баграмяна, Ереван
- Памятник в Тюмени
- Бюст в г. Городок, Беларусь

### Почтовые марки и памятные монеты
- Почтовая марка СССР, 
 1987 год
- Почтовая марка Армении, 
 1995 год
- Почтовая марка России, 
 2022 год
- Почтовая марка Армении, 
 2022 год
- Памятная монета ЦБ РА, 
 1997 год
- Памятная монета НБ РБ[46], 
 2010 год
- Почтовые марки Армении: 
 Баграмян, Исаков, Бабаджанян, Худяков

## Воинские звания
| полковник         | генерал-майор   | генерал-лейтенант       |
| ----------------- | --------------- | ----------------------- |
|                   |                 |                         |
| 29 ноября 1935    | 12 августа 1941 | 27 декабря 1941         |
| генерал-полковник | генерал армии   | Маршал Советского Союза |
|                   |                 |                         |
| 27 августа 1943   | 17 ноября 1943  | 11 марта 1955           |

## Награды
- Дважды Герой Советского Союза (29.07.1944, 01.12.1977)
- Семь орденов Ленина (29.07.1944, 06.11.1945, 01.12.1947, 02.12.1957, 02.12.1967, 01.12.1972, 01.12.1977)
- Орден Октябрьской Революции (22.02.1968)
- Три ордена Красного Знамени (06.11.1941, 03.11.1944, 17.05.1951),
- Два ордена Суворова 1-й степени (27.08.1943, 19.04.1945),
- Орден Кутузова 1-й степени (09.04.1943),
- Орден «За службу Родине в Вооружённых Силах СССР» 3-й степени (30.04.1975),
- Почётное именное оружие:
  - Почётное оружие с золотым изображением Государственного герба СССР (22.02.1968)
  - Дамасская сабля — подарок армянского народа
- Медали СССР
- Орден Карла Маркса (ГДР)
- Орден Народной Республики Болгария 1-й степени (НРБ)
- Два ордена «Возрождения Польши» степени кавалер
- Орден Сухэ-Батора (МНР)
- Орден Красного Знамени (МНР)
- Медаль «30 лет Халхин-Гольской Победы» (МНР)
- Медаль «50 лет Монгольской Народной Революции» (МНР)
- Медаль «30 лет Победы над милитаристской Японией» (МНР)
- Медаль «50 лет Монгольской Народной Армии» (МНР)
- Медаль «Китайско-советской дружбы» (КНР)
- Медаль «За укрепление дружбы по оружию» (ЧССР)

Все награды И. Х. Баграмяна были переданы на хранение в Музей Вооружённых Сил.

## Почётные звания
- Почётный гражданин Вильнюса (1973)
- Почётный гражданин Гюмри (1968)
- Почётный гражданин города Орла (1968)
- Почётный гражданин Риги

## Сочинения
- Город-воин на Днепре. — Москва: Политиздат, 1965. — 160 с.
- Так начиналась война: [Воспоминания]. — М.: Воениздат, 1971. — 512 с.
- На пути к великой победе. — Москва: Знание, 1975.
- Так шли мы к победе. — М.: Воениздат, 1977. — 607, [36] с.
- в соавторстве с Гречко А.А. 9 мая 1945 года. — М.: Наука (издательство), 1970. — 760 с. — (Вторая мировая война в исследованиях, воспоминаниях, документах). — 50 000 экз.
- Мои воспоминания. — Ереван: Айастан, 1979. — 664 с.
- Боевая слава. — М., 1981.
- Великого народа сыновья. — М.: Воениздат, 1984. — 360 с.: ил., портр. (сборник документальных очерков о Жукове, Василевском, Рокоссовском, Шапошникове, Тимошенко, Коневе и Карбышеве).
- Наступление войск 1-го Прибалтийского фронта в Белорусской операции. // Военно-исторический журнал. — 1961. — № 4. — С.12-27.; № 5. — С.15-31.
- Шауляйско-Митавская операция войск 1-го Прибалтийского фронта. // Военно-исторический журнал. — 1962. — № 10. — С.3-23.
- В соавт. с Выродовым И. Роль представителей Ставки ВГК в годы войны. Организация и методы их работы. // Военно-исторический журнал. — 1980. — № 8. — С. 25—33.

## Телевидение
- Встреча с юнкорами телестудии «Орлёнок». Центральное телевидение СССР, 1973
- «Иван Баграмян. Самый верный маршал». Из цикла: «Любовь на линии огня», Студия «Галакон» для «Первый канал», (52 минуты), 2010.
- «Иван Баграмян». Из цикла: «Маршалы Сталина», Студия «Галакон» для телеканала «Звезда», (38 минут), 2015.